# Liste der Kulturdenkmale in Illingen (Württemberg)

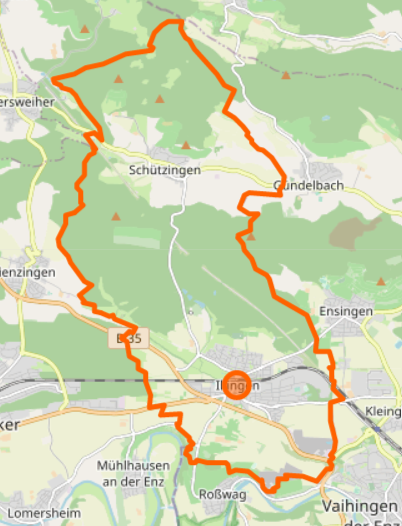
Gemarkung und Lage der Gemeinde Illingen

Wappen der Gemeinde Illingen

In der Liste der Kulturdenkmale in Illingen sind unbewegliche Bau- und Kunstdenkmale von Illingen (Württemberg) und dem Ortsteil Schützingen aufgeführt. Grundlage für diese Liste ist die vom Regierungspräsidium Karlsruhe und der Denkmalpflege herausgegebene Liste der Denkmale in „Schützingen, Ortsteil der Gemeinde Illingen, eine Historische Ortsanalyse“.
Diese Liste ist nicht rechtsverbindlich. Eine rechtsverbindliche Auskunft ist lediglich auf Anfrage bei der Denkmalschutzbehörde der Gemeinde Illingen erhältlich.

## Bau- und Kulturdenkmale der Gemeinde Illingen

### Illingen (Hauptort)
Bau-, Kunst- und Kulturdenkmale im Hauptort Illingen:
| Bild | Bezeichnung                     | Lage                                 | Datierung | Beschreibung | ID |
| ---- | ------------------------------- | ------------------------------------ | --------- | --- | -- |
|      | St. Cyriakuskirche              | Illingen, Kirchstraße 24 (Karte)     | um 1489   | Evangelische Cyriakuskirche, Südseite Neidkopf, im 18./19. Jahrhundert verändert, Einfriedungsmauer, Kirchhof |    |
|      | Posthof                         | Illingen, Posthof 9 (Karte)          | 1583      | Ein dreistöckige Gebäude mit gemauertem Erdgeschoss und zwei um Balkenbreite vorspringende Fachwerkgeschosse. |    |
|      | Gasthof                         | Illingen, Vaihinger Straße 3 (Karte) | 1764      | Das alte Gastgaus Adler wurde 1764 mit Gasträumen, Stallungen und Remisen von Johann Habermass als Gastwirtschaft mit Metzgerei erbaut. Das traufenständige, zweigeschossige Haus besitzt ein massives Erdgeschoß mit Rundbogentor. Die Fensterrahmen sind mit Ohren ausgeführt. Das Obergeschoss hat eine Rautenausfachung. Das Massarddach mit Zwerchhäusern stammt aus der Zeit um 1900. Die Stallungen wurden um 1918 in einen Saal umgebaut. Das Zunftzeichen der Metzger ist an der rechten Hausecke zu finden. Der Adler war, wie auch die Gasthöfe „Post“ und „Schwanen“, ein Ausspannhof, in dem Gespanne ihre Pferde versorgen lassen und die Gäste einkehren konnten. Um 1880 wurde die Gastwirtschaft zusammen mit einer Bäckerei betrieben. Das Gasthaus wurde bis ca. 1970 betrieben. | BW |
|      | Schulhaus (Karl-Wengert-Schule) | Illingen, Schulstraße 10 (Karte)     | 1826      | Dreigeschossiger, traufenseitiger Putzbau mit Echquaderung und Krüppelwalmdach. Im Türsturz Jahreszahl 1826. Die Freitreppe fehlt. | BW |
|      | Gedenkkreuz                     | (Karte)                              | 1794      | Gedenkkreuz, Inschrift: 1794 den 8. Jun Ist hier herzoglich Jäger Wilhelm Friedrich Faben von Lufingen von einem Wilderer erschossen worden |    |

### Schützingen
Bau-, Kunst- und Kulturdenkmale im Ortsteil Schützingen:
| Bild           | Bezeichnung                                    | Lage                                    | Datierung                                                                                 | Beschreibung | ID                       |
| -------------- | ---------------------------------------------- | --------------------------------------- | ----------------------------------------------------------------------------------------- | --- | ------------------------ |
|                | Historischer Fußweg                            | Fußweg Hauptstraße 19-21 (Karte)        |                                                                                           | Entstehungszeit: Teil des Gründungsmusters des Ortes Ortsbild: Die Fußwege sind wichtige, prägende Bestandteile der historischen Ortsanlage. Ihre Anlage muss aus typologischen, ortsgeschichtlichen und wissenschaftlichen Gründen erhalten werden. Status: Erhaltenswerter Weg | BW                       |
|                | Historischer Fußweg                            | Fußweg Hauptstraße 20-24 (Karte)        |                                                                                           | Entstehungszeit: Teil des Gründungsmusters des Ortes Ortsbild: Die Fußwege sind wichtige, prägende Bestandteile der historischen Ortsanlage. Ihre Anlage muss aus typologischen, ortsgeschichtlichen und wissenschaftlichen Gründen erhalten werden. Status: Erhaltenswerter Weg | BW                       |
|                | Historischer Fußweg                            | Fußweg Hauptstraße 42-44 (Karte)        |                                                                                           | Entstehungszeit: Teil des Gründungsmusters des Ortes Ortsbild: Die Fußwege sind wichtige, prägende Bestandteile der historischen Ortsanlage. Ihre Anlage muss aus typologischen, ortsgeschichtlichen und wissenschaftlichen Gründen erhalten werden. Status: Erhaltenswerter Weg | BW                       |
|                | Historischer Fußweg                            | Fußweg Illinger Straße 26-28 (Karte)    |                                                                                           | Teil des Gründungsmusters des Ortes Ortsbild: Die Fußwege sind wichtige, prägende Bestandteile der historischen Ortsanlage. Ihre Anlage muss aus typologischen, ortsgeschichtlichen und wissenschaftlichen Gründen erhalten werden. Status: Erhaltenswerter Weg | BW                       |
|                | Historischer Fußweg                            | Fußweg Illinger Straße 33-35 (Karte)    |                                                                                           | Teil des Gründungsmusters des Ortes Ortsbild: Die Fußwege sind wichtige, prägende Bestandteile der historischen Ortsanlage. Ihre Anlage muss aus typologischen, ortsgeschichtlichen und wissenschaftlichen Gründen erhalten werden. Status: Erhaltenswerter Weg | BW                       |
|                | Historischer Straßenraum                       | Große Gasse (Karte)                     |                                                                                           | Die Straße ist ein wichtiger, prägender Bestandteil der historischen Ortsanlage. Ihre Lage und die Struktur ihrer Bebauung muss aus typologischen, ortsgeschichtlichen und wissenschaftlichen Gründen erhalten werden. Status: Erhaltenswerter Weg | BW                       |
|                | Fränkisches Gehöft                             | Große Gasse 2 (Karte)                   |                                                                                           | Wohnhaus eingeschossiges Gebäude mit Satteldach. Hohes Kellergeschoss aus sichtbarem Sandstein-Mauerwerk. Obergeschoss und Dachgeschosse Fachwerk. Vorkragende Dachgeschosse mit sichtbaren Balkenköpfen. Fenster und Türen sind erneuert. Klappläden fehlen. Scheune zugehörig Geschützt nach § 2 DSchG | BW                       |
|                | Hauptstraße                                    | Hauptstraße (Karte)                     | 1897                                                                                      | Teil des Gründungsmusters des Ortes Ortsbild: Die Straße ist ein wichtiger, prägender Bestandteil der historischen Ortsanlage. Ihre Lage und die Struktur ihrer Bebauung muss aus typologischen, ortsgeschichtlichen und wissenschaftlichen Gründen erhalten werden. Status: Erhaltenswerte Straße |                          |
|                | Fränkisches Gehöft                             | Hauptstraße 1, 1/1 (Karte)              | 15. Jahrhundert und Ende des 20. Jahrhunderts (beide Scheune), 18. Jahrhundert (Wohnhaus) | Ehemaliges Gasthaus „Ochsen“, heute Wohnhaus. Zweigeschossiger Fachwerkbau auf massivem, gemauerten und verputztem Sockel. Asymmetrisches Satteldach mit gestaffelten Giebeln. Auskragungen in jeder Geschossebene. Schmuckfachwerk mit Fenstererker, Rauten und Andreaskreuzausfachungen. Zweiteilige aufgedoppelte Tür mit Oberlicht auf der Traufseite. Ehemalige Scheune zweigeschossiger Fachwerkbau mit Satteldach. Geschützt nach § 28 DSchG | BW                       |
|                | Gehöft                                         | Hauptstraße 2 (Karte)                   | ca 1930                                                                                   | Wohnhaus und Scheune im Winkel zusammengebaut; Satteldach; Erdgeschoss aus Sandstein, Obergeschoss Scheune und Dachgeschoss Wohnhaus aus Fachwerk. Anbau eines Milchhäuschens an der Kreuzung verputzt und mit auskragendem Satteldach mit Fußwalm. Status: Erhaltenswertes Gehöft | BW                       |
|                | Fränkisches Gehöft                             | Hauptstraße 3 (Karte)                   | 17. Jahrhundert                                                                           | Wohnhaus eingeschossiger Fachwerkbau mit Satteldach über massivem, verputztem Sockelgeschoss. Dachgeschoss auskragend. Bundständer mit Knaggen, Brüstungsfelder im Dachgeschoss mit senkrechten Brüstungsstreben. Scheune und rückwärtige Grünfläche zugehörig Geschützt nach § 2 DSchG | BW                       |
|                | Fränkisches Gehöft                             | Hauptstraße 5 (Karte)                   | ca. 1520                                                                                  | Gehöft mit eingeschossigem Fachwerkbau mit Satteldach über einem massiven, verputzten Sockelgeschoss. Fachwerk mit asymmetrischen Feldstreben als Andreaskreuz rechts. Brüstungsfelder im Obergeschoss mit senkrechten Brüstungsstreben. Scheune und rückwärtiger Garten zugehörig Geschützt nach § 2 DSchG | BW                       |
|                | Fränkisches Gehöft                             | Hauptstraße 6 (Karte)                   | 1934                                                                                      | Wohnhaus eingeschossiger Fachwerkbau mit Satteldach über Sandsteinsockel. Große Schleppgaube auf der östlichen Dachseite. Leichte Auskragungen über jeder Geschossebene. Andreaskreuzausfachungen unter den Fenstern. Schopf, Scheune und Garten zugehörig. Status: Erhaltenswertes Gehöft | BW                       |
|                | Rathaus                                        | Hauptstraße 7 (Karte)                   | 1902                                                                                      | Ehemaliges Rathaus. Zweigeschossiger Massivbau. Der Sockel ist aus rauem Bruchsteinmauerwerk (roter Sandstein), das Erdgeschoss ist aus rotem Sandstein, das Obergeschoss aus gelbem Ziegelmauerwerk. Walmdach mit Dachreiter. Backhaus aus Bruchsteinmauerwerk (roter Sandstein) mit Satteldach. Giebelfeld mit Holzverschalung. Rückwärtige Grünfläche zugehörig Geschützt nach § 2 DSchG | BW                       |
|                | Öffentliche Waage                              | Hauptstraße 7 (vor dem Rathaus) (Karte) | 1902                                                                                      | Öffentliche Waage; Stahlkonstruktion mit Belag aus Holzbohlen; funktionsfähig. Status: Erhaltenswertes technisches Bauwerk | BW                       |
|                | Fränkisches Gehöft                             | Hauptstraße 8 (Karte)                   | 1746                                                                                      | Wohn- und Geschäftshaus. Zweigeschossiger Baukörper mit Satteldach. Auskragungen in jeder Geschossebene. Erdgeschoss aus rotem Sandstein, teilweise verputzt; durch einen Ladeneinbau im späten 19. Jahrhundert verändert; mittiger Ladeneingang mit Stützen aus Gusseisen flankiert. Obergeschoss aus Fachwerk mit Rauten und Andreaskreuz-Ausfachungen, an den Eckpfosten Wickelstäbe; profilierte Fensterrahmen und Fensterkonsolen; Fenstererker zum Hof. Scheune aus Fachwerk mit Satteldach zugehörig. Rückwärtige Gartenfläche zugehörig. Geschützt nach § 2 DSchG                                                                                            | BW                       |
|                | Wohnhaus                                       | Hauptstraße 9 (Karte)                   | 19. Jahrhundert                                                                           | Eingeschossiger Fachwerkbau über einem massiven Kellergeschoss aus rotem Sandstein, weitgehend verputzt. Satteldach auf der Westseite über der Treppe abgeschleppt. Status: Erhaltenswertes Gebäude | BW                       |
|                | Fränkisches Gehöft                             | Hauptstraße 10 (Karte)                  | 1505 (dendrochronologisch)                                                                | Eingeschossiges einfaches Fachwerkhaus mit Satteldach; Auskragung der Geschossebenen im Dachgeschoss; teilweise verputztes Erdgeschoss und Eckquaderung an der Straßenfassade. Scheune aus Fachwerk mit Satteldach und rückwärtige Grünfläche zugehörig. Geschützt nach § 2 DSchG | BW                       |
|                | Wohnhaus                                       | Hauptstraße 11 (Karte)                  | 19. Jahrhundert                                                                           | Kleines, zweigeschossiges Wohnhaus mit Satteldach; Erdgeschoss massiv aus verputztem Sandsteinmauerwerk, Obergeschoss verputztes Fachwerk. Status: Erhaltenswertes Gebäude | BW                       |
|                | Doppelgehöft mit zwei Wohnhäuser               | Hauptstraße 12, 12/1 (Karte)            | 18. Jahrhundert                                                                           | Vorderhaus zweigeschossiger verputzter Fachwerkbau mit Satteldach und gestuftem Giebel. Auskragungen in den Dachgeschossen; massives Sockelgeschoss aus verputztem Mauerwerk. Weit vorkragendes Obergeschoss auf der Traufseite zum Hof. Rückwärtiger Bau kleiner mit eigener Treppe. Scheune mit Satteldach und rückwärtige Grünflächen zugehörig. Geschützt nach § 2 DSchG | BW                       |
|                | Fränkisches Gehöft                             | Hauptstraße 13 (Karte)                  | 1716                                                                                      | Dreigeschossiger Baukörper mit Satteldach. Erdgeschoss massives Mauerwerk, verputzt. Obergeschosse verputzter Fachwerkbau. Fenstererker. Satteldach mit gestuftem Giebel. Vorkragende Obergeschosse mit sichtbaren Balkenköpfen. Umgebaute Hofzufahrt. Scheune Fachwerk aus Eichenholz im rückwärtigen Bereich zugehörig. Rückwärtige Grünfläche zugehörig. Geschützt nach § 2 DSchG | BW                       |
|                | Wohnhaus eines Doppelgehöfts                   | Hauptstraße 15 (Karte)                  | Ende 19. Jahrhundert                                                                      | Zweigeschossiger Massivbau mit Satteldach. Erdgeschoss sichtbares Sandstein-Mauerwerk. Klinkerfassade im Obergeschoss. Untypische Traufstellung des Gebäudes. Status:Erhaltenswertes Gehöft | BW                       |
|                | Fränkisches Gehöft                             | Hauptstraße 16 (Karte)                  | 18. Jahrhundert                                                                           | Zweigeschossiger, verputzter Fachwerkbau mit Satteldach; Sockel massives, verputztes Mauerwerk. Vorkragende Obergeschosse mit sichtbaren Balkenköpfen. Gestalterische Verarmung durch nicht geteilte neue Fenster und Abnahme der Klappläden. Scheune mit Satteldach und rückwärtige Grünfläche zugehörig. Geschützt nach § 2 DSchG | BW                       |
|                | Wohnhaus eines Doppel-Gehöfts                  | Hauptstraße 17 (Karte)                  | Ende 19. Jahrhundert                                                                      | Zweigeschossiger Bau mit Satteldach. Erdgeschoss sichtbares Sandstein-Mauerwerk, Obergeschoss Fachwerk verputzt mit Wärmedämmsystem. Untypische Traufstellung des Gebäudes. Status: Erhaltenswertes Gebäude | BW                       |
|                | Fränkisches Gehöft                             | Hauptstraße 18 (Karte)                  | 19. Jahrhundert                                                                           | Eingeschossiger Fachwerkbau mit Satteldach; Sockel massives, verputztes Mauerwerk; Zweiläufige Treppe; Einfaches Fachwerk mit Fußstreben unter den Fenstern des Erdgeschosses. Nebengebäude, Scheune mit Satteldach und rückwärtige Grünfläche zugehörig. Geschützt nach § 2 DSchG | BW                       |
|                | Wohnhaus                                       | Hauptstraße 19 (Karte)                  | 19. Jahrhundert                                                                           | Ehemaliges Gasthaus Löwen, heute Wohnhaus. Zweigeschossiger, verputzter Fachwerkbau mit Satteldach. Sockel massives, verputztes Mauerwerk. Weit vorkragendes Obergeschoss auf der Traufseite zum Hof; Vorkragendes Dachgeschoss mit sichtbaren Balkenköpfen und Dachstockschwelle. Scheune bis auf die Stützmauern abgebrochen. Rückwärtige Grünfläche mit Stützmauer zugehörig. Geschützt nach § 2 DSchG | BW                       |
|                | Fränkisches Gehöft                             | Hauptstraße 20 (Karte)                  | 18. Jahrhundert                                                                           | Zweigeschossiges Wohnhaus mit Satteldach; Sockel aus sichtbarem Sandstein-Mauerwerk; Erdgeschoss verputztes Fachwerk; Obergeschoss und Dachgeschosse sichtbares Fachwerk mit geschnitzten Knaggen, reich profilierten Schwellen und Füllbrettern. Rückwärtige Grünfläche zugehörig. Scheune erhaltenswert Geschützt nach § 2 DSchG | BW                       |
|                | Fränkisches Gehöft                             | Hauptstraße 21 (Karte)                  | 2. Hälfte des 18. Jahrhunderts                                                            | Zweigeschossiger Fachwerkbau; Sockel verputztes Mauerwerk; Satteldach mit gestuftem Giebel; Fachwerk im Erdgeschoss teilweise verputzt; Andreaskreuz-Ausfachungen und profilierte Schwellen; Auskragungen in jeder Geschossebene. Scheune aus Fachwerk mit Satteldach zugehörig. Rückwärtige Grünfläche mit Stützmauer zugehörig. Geschützt nach § 2 DSchG | BW                       |
|                | Fränkisches Gehöft                             | Hauptstraße 23 (Karte)                  | 18. Jahrhundert                                                                           | Ehemaliges Gasthaus „Adler“, heute Wohnhaus. Zweigeschossiger, verputzter Fachwerkbau mit Satteldach. Abschleppung über dem anschließenden Nebengebäude rechts. Am Giebel Auskragungen in jeder Geschossebene; sichtbare Schwellen mit Zierleisten darüber. Fachwerkscheune mit Satteldach zugehörig. Rückwärtige Grünfläche zugehörig. Geschützt nach § 2 DSchG | BW                       |
|                | Fränkisches Gehöft                             | Hauptstraße 24 (Karte)                  | um 1930                                                                                   | Eingeschossiges Gebäude mit Satteldach. Erdgeschoss aus Mauerwerk. Kniestock und Dachgeschosse Fachwerk mit Andreaskreuz-Ausfachungen. Auskragungen in jeder Dachgeschoss-Ebene. Scheune zugehörig. Status: Erhaltenswertes Gehöft | BW                       |
|                | Wohnhaus eines Fränkischen Doppel-Gehöfts      | Hauptstraße 25 (Karte)                  | 18. Jahrhundert                                                                           | Sehr schmales Wohnhaus mit Satteldach; zweigeschossiger Baukörper; massives Sockelgeschoss aus Sandstein-Mauerwerk. Obergeschoss und Dachgeschosse Fachwerk; Eckpfosten mit Wickelstab; Fußstreben unter den Fenstern im Obergeschoss. Geschützt nach § 28 DSchG | BW                       |
|                | Fränkisches Doppel-Gehöft                      | Hauptstraße 27 (Karte)                  | 17. Jahrhundert                                                                           | Eingeschossiger Fachwerkbau mit Satteldach. Hohes, massives, verputztes Kellergeschoss. Straßenfassade im Sockel und Erdgeschoss durch Bruchsteinmauerwerk ersetzt. Doppelläufige Treppe mit abgeschlepptem Dach darüber. Nebengebäude und Scheune liegen um einen Hofraum, der östlich mit dem Wohnhaus Hauptstr. 25 abschließt; Scheune und Grünfläche zugehörig. Geschützt nach § 2 DSchG | BW                       |
|                | Fränkisches Doppel-Gehöft                      | Hauptstraße 28, 26/1, 28/1 (Karte)      | 1757                                                                                      | Wohnhaus vermutlich Altenteil des Gasthofs „Krone“. Eingeschossiger Fachwerkbau mit Satteldach über massivem Kellergeschoss aus Sandsteinmauerwerk. Fachwerk mit profilierten Gurten, bezeichneter Eckständer. Scheune und dahinterliegende Grünflächen zugehörig. Geschützt nach § 2 DSchG | BW                       |
|                | Fränkisches Doppel-Gehöft                      | Hauptstraße 30 (Karte)                  | 16. Jahrhundert                                                                           | Gasthaus „Krone“. Zweigeschossiger Baukörper mit Satteldach, gestufter Giebel. Massiver, verputzter Sockel. Doppelläufige Treppe. Darüber Fachwerkbau mit Auskragungen über jeder Geschoss-Ebene; V-förmig angeordnete Fußstreben unter den Fenstern. Vordach auf Stützen seitlich zum Hof herabgezogen. Schmiedeeiserner Ausleger zugehörig. Scheune aus Fachwerk und Satteldach mit Schopfwalm zugehörig. Rückwärtige Grünfläche zugehörig. Geschützt nach § 2 DSchG | BW                       |
|                | Fränkisches Gehöft                             | Hauptstraße 32 (Karte)                  | 18. Jahrhundert                                                                           | Eingeschossiger Fachwerkbau mit Satteldach auf massivem, verputztem Sockel, Eckquaderung freigelassen; Fachwerk mit Auskragungen über jeder Geschoss-Ebene; V-förmig angeordnete Fußstreben unter den Fenstern. Rückwärtige Grünfläche zugehörig. Scheune nur erhaltenswert. Geschützt nach § 2 DSchG | BW                       |
|                | Kelter                                         | Hauptstraße 33 (Karte)                  | 1685 (Dendrochronologisch)                                                                | Zweistöckiges Gebäude mit Satteldach und straßenseitigem Halbwalm. Fachwerk auf unterschiedlich hoch gemauerten Wandscheiben. Die dreischiffige Kelterhalle bezieht Teile des Vorgängerbaus mit ein. Geschützt nach § 2 DSchG | BW                       |
|                | Fränkisches Gehöft                             | Hauptstraße 34 (Karte)                  | 1558                                                                                      | Eingeschossiger Fachwerkbau mit Satteldach; Sockel aus sichtbarem Sandstein-Mauerwerk; Fachwerk mit geschnitzten Knaggen, ornamentierte, genaste Fußstreben im Giebel, Giebelstirn mit ornamentiertem Brett; an der hofseitigen Traufe Dach herabgezogen, zweiläufige Treppe neu. Scheune und Grünfläche zugehörig Geschützt nach § 28 DSchG | BW                       |
|                | Fränkisches Gehöft und ehemaliges Schulhaus    | Hauptstraße 36 (Karte)                  | 1845                                                                                      | Ehemaliges Schulhaus. Traufständiges, zweigeschossiges Gebäude mit Satteldach; Obergeschoss in Fachwerk ausgeführt, Sandsteingewände im Erdgeschoss. Rückwärtige Scheune Fachwerk mit Satteldach zugehörig. Dahinter liegende Grünfläche zugehörig. Geschützt nach § 2 DSchG | BW                       |
|                | Fränkisches Gehöft                             | Hauptstraße 37 (Karte)                  | Ende 19. Jahrhundert                                                                      | Zweigeschossiges, verputztes Gebäude mit Satteldach. Kellergeschoss mit sichtbarem Sandstein-Mauerwerk. Obergeschosse und Dachgeschosse Fachwerk, verputzt. Sichtbare Balkenköpfe. Scheune aus Mauerwerk mit Satteldach zugehörig. Status: Erhaltenswertes Gehöft | BW                       |
|                | Fränkisches Gehöft                             | Hauptstraße 38 (Karte)                  | 1731                                                                                      | Eingeschossiger Fachwerkbau mit Satteldach. Kellergeschoss aus teilweise sichtbarem Sandstein-Mauerwerk. Fachwerk mit Auskragungen in jeder Geschossebene; Fenstererker mit Andreaskreuz-Ausfachungen darunter; ornamentierte Schwelle; seitliches Zwerchhaus; Scheune und dahinter liegende Grünfläche zugehörig. Geschützt nach § 2 DSchG | BW                       |
|                | Pfarrhaus und Stall                            | Hauptstraße 39, 39/1 (Karte)            | 18. Jahrhundert                                                                           | Zweigeschossiger, mächtiger Bau. Satteldach mit Halbwalm auf beiden Seiten; Erdgeschoss aus Mauerwerk mit Eckquaderung; Obergeschoss und Dachgeschoss Fachwerk verputzt. Ziegenstall: eingeschossiger Fachwerkbau mit Satteldach. Grünfläche zugehörig. Geschützt nach § 2 DSchG | BW                       |
| Weitere Bilder | Evangelische Kirche St. Ulrich                 | Hauptstraße 41 (Karte)                  | 1023 (erstmals erwähnt)                                                                   | Kirche St. Ulrich: massiver Baukörper aus Bruchstein (roter Sandstein) mit Satteldach. Glockenstube über dem Turm aus Fachwerk; darüber Walmdach mit achteckigem Helm. Der Chor der ursprünglichen Wehrkirche stammt aus der Zeit vor 1300; seine Wände und Decken sind mit Malereien aus der Zeit um 1300 verziert. Der Ostturm über dem Chor ist ebenfalls frühgotisch. An der Westwand findet man Reste eines romanischen Portals, am Westeingang einen Renaissance-Torbogen. Die Kirche ist von einer hohen Mauer umfriedet, die Teil der ehemaligen Wehranlage ist (Wehrkirche). Zugehörig ist auch der Kirchenkeller Hauptstr. 41/1. Geschützt nach § 28 DSchG | Wikidata-Objekt anzeigen |
|                | Evangelische Kirche St. Ulrich / Kirchenkeller | Hauptstraße 41/1 (Karte)                | 13. Jahrhundert                                                                           | Eingeschossiger Massivbau aus rotem Sandsteinmauerwerk. Die Außenmauern sind Teil der Befestigung der Wehrkirche. Satteldach mit untypischer Abstaffelung des Ortgangs. Giebelfeld mit Brettschalung Geschützt nach § 2 DSchG | BW                       |
|                | Fränkisches Gehöft                             | Hauptstraße 42 (Karte)                  | 15. Jahrhundert                                                                           | Zweigeschossiger Fachwerkbau. Satteldach mit gestuftem Giebel zur Straße. Gewölbekeller aus Sandstein, außen verputzt mit sichtbarer Eckquaderung. Erdgeschoss teilweise verputzt. Fachwerk mit Auskragungen in jeder Geschossebene; V-förmig angeordnete Fußstreben unter den FensterGefachen im Obergeschoss. Scheune aus Fachwerk mit Satteldach zugehörig. Dahinter liegende Grünfläche zugehörig. Geschützt nach § 2 DSchG | BW                       |
|                | Fränkisches Doppel-Gehöft                      | Hauptstraße 43 (Karte)                  | 18. Jahrhundert                                                                           | Doppelhaus mit Satteldach. Keller- und Erdgeschoss aus verputztem Mauerwerk, im vorderen Keller Garageneinbau. Baukörper eingeschossiger, giebelständiger Fachwerkbau. Vorderhaus verputzt mit sichtbaren Balkenköpfen; weitgehend umgebaut. Hinterhaus weitgehend erhalten. Scheune abgebrochen. Status: Erhaltenswerte Wohnhäuser | BW                       |
|                | Fränkisches Gehöft                             | Hauptstraße 44 (Karte)                  | 1742                                                                                      | Wohnhaus eines ehemaligen Gehöfts, Scheune und Schopf sind kein Denkmal mehr. Wohnhaus zweigeschossiger Fachwerkbau mit Satteldach. Kellergeschoss aus Sandstein-Mauerwerk. Fachwerk mit vorkragender Obergeschoss mit sichtbaren Balkenköpfen, darüber neuerer Giebel. Nebengebäude massiv aus Sandstein-Mauerwerk mit Schleppdach; Giebelfeld darüber Fachwerk. Rückwärtiger Garten zugehörig. Geschützt nach § 2 DSchG | BW                       |
|                | Wohnhaus eines Doppel-Gehöfts                  | Hauptstraße 45 (Karte)                  | 2. Hälfte des 20. Jahrhunderts                                                            | Zweigeschossiges Wohnhaus mit Satteldach. Verputztes Mauerwerk, im Giebel vorgeblendete Holzbretter als Fachwerk-Imitat. Obergeschosse ursprünglich mit Klappläden. Status: Erhaltenswertes Wohnhaus | BW                       |
|                | Fränkisches Gehöft und Scheune                 | Hauptstraße 46 (Karte)                  | 18. Jahrhundert                                                                           | Scheune eines Gehöfts. Baukörper aus Fachwerk mit Satteldach. Status: Erhaltenswerte Scheune | BW                       |
|                | Fränkisches Gehöft                             | Hauptstraße 47 (Karte)                  | 2. Hälfte des 20. Jahrhunderts                                                            | Zweigeschossiges Wohnhaus mit Satteldach, Sockel sichtbares Sandstein-Mauerwerk mit Garageneinbau. Obergeschoss Mauerwerk, verputzt; Fenster mit Sandsteingewänden. Giebel Fachwerk. Scheune zugehörig. Status: Erhaltenswertes Wohnhaus | BW                       |
|                | Wohnhaus                                       | Hauptstraße 48 (Karte)                  | 1497 (Holzuntersuchung)                                                                   | Eingeschossig und giebelständig mit Satteldach. Fassaden in der 2. Hälfte des 19. Jahrhunderts teilweise mit unverputzten Sandsteinmauern neu aufgemauert; Giebelfeld Fachwerk mit Holzverschalung. Von der Scheune bestehen nur noch Reste der Ställe aus Sandsteinmauerwerk. Geschützt nach § 2 DSchG | BW                       |
|                | Gehöft                                         | Hauptstraße 49 (Karte)                  | 1682                                                                                      | Zweigeschossiger Fachwerkbau mit Satteldach. Kellergeschoss / Sockel aus sichtbarem Sandstein-Mauerwerk. Fachwerk mit Auskragungen in jeder Geschoss-Ebene, Rauten-Ausfachungen in den Fensterbrüstungsfeldern des Obergeschosses, Stockwerksausfachungen mit Raute und Andreaskreuz, Fenstererker, profilierte Gurt- und Kopfbänder. Scheune zugehörig; zweigeschossiger Fachwerkbau mit Satteldach. Geschützt nach § 28 DSchG | BW                       |
|                | Wohnhaus                                       | Hauptstraße 50 (Karte)                  | 19. Jahrhundert                                                                           | Zweigeschossiges, kleines Gebäude. Sockel sichtbares Sandstein-Mauerwerk, Erdgeschoss verputztes Mauerwerk. Obergeschoss und Dachgeschoss einfaches Fachwerk, zur Hofdurchfahrt verputzt. Großer Quergiebel zur Hofdurchfahrt neu. Status: Erhaltenswertes Wohnhaus | BW                       |
|                | Friedhof                                       | Hauptstraße 53 (Karte)                  | 19. Jahrhundert                                                                           | Friedhofsanlage mit Umfassungsmauern aus Sandstein. Geschützt nach § 2 DSchG | BW                       |
|                | Gefallenendenkmal                              | Hauptstraße 53 (Karte)                  | Eingeweiht am 21. Mai 1936, erweitert 13. Juli 1958                                       | Gefallenendenkmal beider Weltkriege, gelber Sandstein. Gestiftet von August Straßer aus Neu-Ulm. Erweitert nach einem Entwurf von Prof. Speidel. Inschrift: „Dem Gedenken der Gefallenen 1914 1918“. Geschützt nach § 2 DSchG | BW                       |
|                | Etterweg                                       | Kirchweg / Hinter dem Dorf (Karte)      | vermutlich 12. Jahrhundert                                                                | Der alte Etterweg diente als hintere Erschließung der Gartengrundstücke der Hofanlagen im Norden und der landwirtschaftlich genutzten Flächen im Süden. Heute dient er auch zur Erschließung zweier Höfe und der rückwärtigen Bebauung an der Hauptstraße und der Illinger Straße. Status: Erhaltenswerter Weg | BW                       |
|                | Etterweg (östliches Ende)                      | Hinter dem Dorf 49 (Karte)              | 19. Jahrhundert                                                                           | Scheune eines Gehöfts. Eingeschossiges Gebäude mit Satteldach. Durchgehende, unbehandelte Boden-Deckel-Schalung. Status: Erhaltenswerte Scheune | BW                       |
|                | Illinger Straße                                | Illinger Straße (Karte)                 | vermutlich 12. Jahrhundert                                                                | Historische Haupterschließungsstraße vom Ortszentrum nach Osten, dort Abzweig nach Illingen und Gündelbach. Bebauung durch Erweiterung des Ortes nach Osten im 18. Jahrhundert. Heute Kreisstraße K 4510. Status: Erhaltenswerter Straßenraum | BW                       |
|                | Wohnhaus                                       | Illinger Straße 2 (Karte)               | 18. Jahrhundert                                                                           | Wohnhaus an das Gebäude Illinger Straße 4 angebaut. Eingeschossiger, verputzter Fachwerkbau. Satteldach mit Schopfwalm zur Straße. Kellergeschoss teilweise sichtbares Sandstein-Mauerwerk, Rest verputzt. Traufseite zum Nachbargehöft mit Klinkermauerwerk erneuert. Geschützt nach § 2 DSchG | BW                       |
|                | Fränkisches Gehöft / Wohnhaus                  | Illinger Straße 3 (Karte)               | 16. Jahrhundert                                                                           | Eingeschossiger Baukörper mit Satteldach. Erdgeschoss auf einer alten Fotografie aus Fachwerk mit gekerbten Knaggen, später mit verputztem Mauerwerk erneuert. Dachgeschoss aus Fachwerk, in jeder Geschossebene vorkragend; zusätzliche breite Gauben zum Hof neu. Zugehörige Scheune umgebaut, erhaltenswert. Status: Prüffall Kulturdenkmal Geschützt nach § 2 DSchG | BW                       |
|                | Fränkisches Gehöft / Wohnhaus                  | Illinger Straße 4 (Karte)               | 18. Jahrhundert                                                                           | Wohnhaus eines ehemaligen Gehöfts, Scheunen durch WohnungsNeubau ersetzt. Dreigeschossiger Baukörper mit Satteldach. Erdgeschoss aus sichtbarem Sandstein-Mauerwerk; niedriges Zwischengeschoss aus Fachwerk, teilweise verputzt; Hofeinfahrt mit dem restlichen Baukörper überbaut aus Fachwerk. Obergeschoss und Dachgeschosse aus Fachwerk mit Klebdächern über dem Obergeschoss und auf der Höhe der Brüstung des Dachspitzes; Wickelstäbe an den Eckpfosten, am Mittelpfosten Rosette; originale Haustür Geschützt nach § 2 DSchG | BW                       |
|                | Fränkisches Gehöft                             | Illinger Straße 5 (Karte)               | 18. Jahrhundert                                                                           | Eingeschossiger Baukörper mit Satteldach. Kellergeschoss aus verputztem Mauerwerk; doppelläufige Treppe. Ober- und Dachgeschosse Fachwerk. V-förmig angeordnete Fußstreben unter den Fenstern. Rückwärtige Grünfläche zugehörig. Scheune und Schuppen erhaltenswert. Geschützt nach § 2 DSchG | BW                       |
|                | Fränkisches Gehöft / Wohnhaus                  | Illinger Straße 7 (Karte)               | 18. Jahrhundert                                                                           | Zweigeschossiger, verputzter Fachwerkbau mit Satteldach; Dachgeschosse am Giebel vorkragend, große Gaupe nach Westen Ende des 20. Jahrhunderts ergänzt. Status: Prüffall Kulturdenkmal | BW                       |
|                | Fränkisches Gehöft / Wohnhaus                  | Illinger Straße 8 (Karte)               | 18. Jahrhundert                                                                           | Zweigeschossiger, verputzter Fachwerkbau. Satteldach mit Halbwalm zur Straße. Im Erdgeschoss sind noch Teile des Bruchsteinmauerwerks unter dem Putz erkennbar. Die Scheune des Gehöfts wurde durch ein Wohnungsneubau ersetzt. Status: Erhaltenswertes Gebäude | BW                       |
|                | Fränkisches Gehöft                             | Illinger Straße 9 (Karte)               | 20. Jahrhundert                                                                           | Eingeschossiger Baukörper mit Satteldach. Kellergeschoss herausragend aus Sandstein-Mauerwerk; doppelläufige Treppe. Erdgeschoss verputztes Mauerwerk mit Eckquaderung. Dachgeschosse mit sichtbaren Fachwerk-Elementen, in jeder Geschossebene leicht vorkragend. Status: Erhaltenswertes Gebäude | BW                       |
|                | Doppel-Gehöft / Wohnhäuser                     | Illinger Straße 10, 10/1 (Karte)        | 18. Jahrhundert                                                                           | Zwei eingeschossige Bauten mit Satteldach. Kellergeschosse stark herausragend aus Sandsteinmauerwerk mit Eckquaderung. Obergeschosse und Dachgeschosse aus Fachwerk; vorkragende Geschosse im Giebel; senkrechte Streben unter den Fenstern. Haus Nr. 10 doppelläufige Treppe. Rückwärtige Gartenfläche zugehörig Geschützt nach § 2 DSchG | BW                       |
|                | Fränkisches Gehöft                             | Illinger Straße 11 (Karte)              | 1836                                                                                      | Zweigeschossiges Wohn- und Geschäftshaus mit Satteldach. Erdgeschoss mit Ladeneinbau massiv aus rotem Sandsteinmauerwerk. Obergeschoss und Dachgeschosse Fachwerk; leicht vorkragende Geschossebenen im Giebel; Hofseite im OG mit Holzwerkstoffplatten neu verkleidet; Schopfbau und Fachwerkscheune mit Satteldach; rückwärtige Grünfläche zugehörig. Geschützt nach § 2 DSchG | BW                       |
|                | Fränkisches Gehöft                             | Illinger Straße 12 (Karte)              | 1732                                                                                      | Eingeschossiges Wohnhaus mit Satteldach; gestufter Giebel. Sockelgeschoss aus sichtbarem Sandsteinmauerwerk; zweiläufige Treppe. Obergeschoss und Dachgeschosse Fachwerk, in jeder Geschossebene vorkragend; am Mittelpfosten bezeichnet CWA MA 1732. Eckpfosten mit Wickelstäben, im Giebelgeschoss zwei Augen in den Ausfachungen, Schwelle profiliert. Scheune aus Fachwerk mit Satteldach und rückwärtige Grünfläche zugehörig. Geschützt nach § 28 DSchG | BW                       |
|                | Fränkisches Gehöft                             | Illinger Straße 13 (Karte)              | 17. Jahrhundert                                                                           | Winzerei mit Lager und Verkauf in der Scheune. Eingeschossiges Wohnhaus mit Satteldach. Stark herausragendes Kellergeschoss aus sichtbarem Sandstein-Mauerwerk. Obergeschoss und Dachgeschosse aus Fachwerk. Scheune aus Fachwerk und Satteldach zugehörig. Rückwärtige Grünfläche zugehörig. Geschützt nach § 2 DSchG | BW                       |
|                | Fränkisches Gehöft                             | Illinger Straße 14 (Karte)              | 18. Jahrhundert                                                                           | Eingeschossiger Baukörper mit Satteldach. Kellergeschoss mit Garageneinbau aus Mauerwerk; Verkleidung mit Bitumenschindeln. Obergeschoss und Dachgeschosse aus Fachwerk mit Verkleidung aus Asbestzementplatten. Fachwerkscheune mit giebelständigem Satteldach zugehörig. Status: Erhaltenswertes Gebäude | BW                       |
|                | Fränkisches Gehöft                             | Illinger Straße 16 (Karte)              | 18. Jahrhundert                                                                           | Eingeschossiger, verputzter Baukörper mit Satteldach. Hohes, verputztes Kellergeschoss aus Sandstein-Mauerwerk. Obergeschoss und Dachgeschosse aus Fachwerk mit sichtbaren Balkenköpfen. Fachwerkscheune zugehörig. Status: Erhaltenswertes Gebäude | BW                       |
|                | Fränkisches Gehöft / Wohnhaus                  | Illinger Straße 17 (Karte)              | 20. Jahrhundert                                                                           | Eingeschossiges Wohnhaus mit Satteldach. Kellergeschoss aus sichtbarem Sandstein-Mauerwerk. Erdgeschoss umgebaut. Dachgeschosse mit Fachwerk-Elementen, im Giebel vorkragend. Rückwärtige Grünfläche zugehörig. Scheune durch Neubau ersetzt. Geschützt nach § 2 DSchG | BW                       |
|                | Fränkisches Gehöft / Wohnhaus                  | Illinger Straße 18 (Karte)              | Ende 19. Jahrhundert                                                                      | Eingeschossiges Wohnhaus aus Klinker. Satteldach mit bündig zum Giebel erhöhtem Quergiebel. Dachgeschoss und Quergiebel aus Fachwerk. Schuppen zugehörig. Scheune durch modernes Wohnhaus ersetzt. Status: Erhaltenswertes Wohnhaus | BW                       |
|                | Fränkisches Gehöft                             | Illinger Straße 19 (Karte)              | 16. Jahrhundert                                                                           | Eingeschossiger Fachwerkbau mit Satteldach. Kellergeschoss aus sichtbarem Sandstein-Mauerwerk. Vorkragendes Dachgeschoss; Abschleppung über der Treppe und dem Kellerabgang. Fachwerk mit gekerbten Knaggen; Scheune aus Fachwerk mit Satteldach und einseitigem Halmwalm. Rückwärtige Grünfläche zugehörig Geschützt nach § 2 DSchG | BW                       |
|                | Fränkisches Gehöft                             | Illinger Straße 22 (Karte)              | 1751                                                                                      | Zweigeschossiger Wohnhaus mit Satteldach, Giebel zur Straße gestuft. Erdgeschoss aus Sandstein-Mauerwerk, teilweise verputzt; Kellerrundbogentor. Obergeschoss und Dachgeschosse aus Fachwerk; V-förmige Fußstreben unter den Fenstern; Wickelstab am Eckpfosten im Obergeschoss; Beschriftung unleserlich. Fachwerkscheune zugehörig: massives Erdgeschoss aus Sandsteinmauerwerk, Satteldach mit beidseitigem Schopfwalm. Rückwärtige Grünfläche zugehörig. Am Kellertor bezeichnet mit 17 EHMH 51 (1751). Geschützt nach § 28 DSchG | BW                       |
|                | Fränkisches Gehöft / Zehntscheuer              | Illinger Straße 23 (Karte)              | 17. Jahrhundert (Wohnhaus), 1726 (Scheune)                                                | Eingeschossiges Wohnhaus mit Satteldach, Sockel aus verputztem Mauerwerk. Erdgeschoss und Obergeschosse aus Fachwerk; Erdgeschoss im vorderen Bereich (Stube und Kammer) durch Klinkermauerwerk ersetzt. Scheune aus Eichenholz-Fachwerk mit Satteldach und Halmwalm. Ehemalige Zehntscheuer. Geschützt nach § 2 DSchG | BW                       |
|                | Gemeindebrunnen                                | Illinger Straße 24 (Karte)              | 2. Hälfte des 19. Jahrhunderts                                                            | Gemeindebrunnen mit zwei gusseisernen Pumpenschwengeln. Das Gebäude Nr. 24 dahinter wurde bis auf einen Mauerrest als Rückwand der Brunnenanlage abgebrochen Geschützt nach § 2 DSchG | BW                       |
|                | Fränkisches Gehöft/Scheune und Nebengebäude    | Illinger Straße 25 (Karte)              | 18. Jahrhundert                                                                           | Scheune mit Satteldach und Nebengebäude erhaltenswert. Scheune Mauerwerk mit Satteldach. Status: Erhaltenswertes Gehöft | BW                       |
|                | Wohnhaus                                       | Illinger Straße 26 (Karte)              | 18. Jahrhundert                                                                           | Dreigeschossiges Wohnhaus mit Satteldach. Erdgeschoss und Zwischengeschoss aus verputztem Mauerwerk; Erdgeschoss zum Teil neu. Zweigeschossige Hofdurchfahrt mit Decke aus Fachwerk. Obergeschoss und Dachgeschosse aus Fachwerk mit Rautenausfachungen in den Fensterbrüstungsfeldern. Geschützt nach § 28 DSchG | BW                       |
|                | Wohnhaus                                       | Illinger Straße 28 (Karte)              | 1750                                                                                      | Zweigeschossiges Wohnhaus mit Satteldach. Erdgeschoss aus sichtbarem Sandstein-Mauerwerk; Obergeschoss und Dachgeschosse aus Fachwerk; Gliederung mit Pilastern, Fenster mit Ohren, in den Fensterbrüstungsfeldern Rauten- und Andreaskreuz-Ausfachungen, profiliertes Traufgesims. Bezeichnet „1750 HMS“ und Wappen, bezeichnet am Türsturz „1927“. Geschützt nach § 2 DSchG | BW                       |
|                | Wohnhaus                                       | Illinger Straße 30 (Karte)              | 18. Jahrhundert                                                                           | Zweigeschossiger, verputzter Fachwerkbau auf massivem Erdgeschoss mit Satteldach. Vorkragender Giebel. Knaggen. Status: Prüffall Kulturdenkmal | BW                       |
|                | Fränkisches Gehöft/Wohnhaus                    | Illinger Straße 31 (Karte)              | 18. Jahrhundert                                                                           | Eingeschossiges, verputztes Wohnhaus mit Satteldach. Sockel aus Sandstein-Mauerwerk, teilweise verputzt. Erdgeschoss und Dachgeschosse Fachwerk. Teil einer ehemaligen Hofanlage; durchgreifend modernisiert 2009. Scheune abgebrochen und durch Neubauten ersetzt. Status: Erhaltenswertes Wohnhaus | BW                       |
|                | Fränkisches Doppel-Gehöft/Wohnhaus             | Illinger Straße 32 (Karte)              | 18. Jahrhundert                                                                           | Zweigeschossiges, verputztes Wohnhaus mit Satteldach. Kellergeschoss verputztes Mauerwerk. Obergeschosse und Dachgeschosse verputztes Fachwerk; Fenstererker nach Nordosten zum Hof und zur Straße. Geschützt nach § 2 DSchG | BW                       |
|                | Fränkisches Gehöft                             | Illinger Straße 33 (Karte)              | 18. Jahrhundert                                                                           | Zweigeschossiges Wohnhaus mit Satteldach und Schopfwalm. Sockel verputztes Mauerwerk. Obergeschoss und Dachgeschosse verputzter Fachwerkbau; alle Obergeschosse auskragend. Sichtbare Fußschwellen und Balkenköpfe. Nebengebäude und rückwärtige Grünfläche zugehörig. Geschützt nach § 2 DSchG | BW                       |
|                | Fränkisches Gehöft/Wohnhaus                    | Illinger Straße 35 (Karte)              | 17. Jahrhundert                                                                           | Teil einer ehemaligen Hofanlage. Wohnhaus eingeschossiger Fachwerkbau mit Satteldach. Sockel aus verputztem Mauerwerk. Fachwerk der Dachgeschosse vorkragend. Geschützt nach § 2 DSchG | BW                       |
|                | Fränkisches Gehöft/Wohnhaus                    | Illinger Straße 36 (Karte)              | 17. Jahrhundert                                                                           | Zweigeschossiges Wohnhaus mit Satteldach; gestufter Giebel. Hohes Kellergeschoss und Erdgeschoss aus rotem Sandsteinmauerwerk mit Eckquaderung; Obergeschoss und Dachgeschosse aus Fachwerk; vorkragende Geschosse im Dach; Fachwerk mit Knaggen im Obergeschoss. Scheune durch modernen Wohnhaus-Neubau ersetzt Geschützt nach § 28 DSchG | BW                       |
|                | Fränkisches Gehöft/Wohnhaus                    | Illinger Straße 38 (Karte)              | 19. Jahrhundert                                                                           | Eingeschossiger Fachwerkbau mit Satteldach. Hohes Kellergeschoss mit Verkleidung aus Bitumenschindeln. Fachwerk mit Verkleidung aus Asbestzementplatten. Scheune durch modernes Wohnhaus ersetzt. Status: Erhaltenswertes Wohnhaus | BW                       |
|                | Alemannisches Gehöft                           | Illinger Straße 39 (Karte)              | Ende 19. Jahrhundert                                                                      | Traufständiges Einhaus. Eingeschossiges, auf der Straßenseite verputztes Gebäude mit Satteldach. Großer Quergiebel über dem Wohnteil. Erdgeschoss aus Backstein-Mauerwerk. Obergeschoss bzw. Kniestock und Dachgeschoss aus Fachwerk. Status: Erhaltenswertes Gehöft | BW                       |
|                | Fränkisches Gehöft                             | Illinger Straße 40 (Karte)              | 19. Jahrhundert                                                                           | Zweigeschossiger Massivbau mit traufständigem Satteldach. Erdgeschoss sichtbares Sandstein-Mauerwerk. Obergeschoss teilweise verputzt. Scheune zugehörig. Status: Erhaltenswertes Gehöft | BW                       |
|                | Scheunen                                       | Illinger Straße 42/44 (Karte)           | 18. Jahrhundert                                                                           | Doppel-Scheune. Zwei Zweigeschossige Gebäude mit traufständigen Satteldächern; Obergeschosse Verkleidung mit Brettschalung. Giebel Verkleidung mit Boden-Deckelschalung. Status: Erhaltenswerte Scheunen | BW                       |
|                | Wohnhaus                                       | Illinger Straße 46 (Karte)              | Ende des 19. Jahrhunderts                                                                 | Eingeschossiger, verputzter Massivbau mit traufständigem Satteldach; Garagenanbau neu. Status: Erhaltenswertes Wohnhaus | BW                       |
|                | Scheune                                        | Illinger Straße 48 (Karte)              | 19. Jahrhundert                                                                           | Eingeschossige Scheune mit traufständigem Satteldach; massives Sockelgeschoss, verputzt; Verkleidung mit Boden-Deckelschalung. Status: Erhaltenswerte Scheune | BW                       |
|                | Pfarrscheune                                   | Kirchweg 10 (Karte)                     | 18. Jahrhundert                                                                           | Heute Gemeindehaus. Eingeschossiges Gebäude mit Satteldach und beidseitigem Halbwalm. Sockel und Eingangs-Anbau aus sichtbarem Sandstein-Mauerwerk. Erdgeschoss und Dachgeschosse aus Fachwerk. Geschützt nach § 2 DSchG | BW                       |